# Dolna Kamienna II
Dolna Kamienna II – osiedle administracyjne Skarżyska-Kamiennej, usytuowane w centralnej części miasta.
Osiedle w dużej mierze pokrywa się z dawną osadą Kamienna, prekursorem obecnego miasta.

## Zasięg terytorialny
Osiedle obejmuje następujące ulice: DChemiczna; Chłodna; Ciepła; Czerwonego Krzyża; Dobra; Fabryczna; Franciszkańska; Kosynierów; Kościuszki; Kredytowa; Limanowskiego; 11 Listopada; 1 Maja od nr 2 do nr 132 (parzyste) i od nr 1 do nr 97 (nieparzyste); 3 Maja od nr 2 do nr 128 (parzyste) i od nr 1 do nr 193 (nieparzyste); Młoda; Obywatelska; Ogólna; Ogrodnicza; Piaskowa; Aleja
Marszałka J. Piłsudskiego od nr 62 do końca (parzyste) i od nr 59 do końca (nieparzyste); Podjazdowa; Przechodnia ; Przesmyk; Równoległa; Rynek; Rzemieślnicza; Rzeźniana; Spacerowa od nr 2 do 30 (parzyste) i od nr 1 do nr 29 (nieparzyste); Staszica; Średnia; Świeża; Towarowa; Ukośna; Wąska; Wesoła; Wierzbowa; Wiśniowa; Wspólna; Zacisze; Zaporęba; Żurawia (parzyste).